# 堀越のり
堀越 のり（ほりこし のり、1982年2月2日 - ）は、日本のタレント、元グラビアアイドル。元ホリプロ所属。千葉県佐倉市出身。

## 来歴
1998年、ホリプロの「第2回夏のお嬢さんコンテスト」でグランプリを獲得して芸能界入り。芸能界デビューのため千葉県の学校から東京都に転校した。
「優香の妹分」という意味合いで、優香と同じく芸名はインターネットで公募した。その中に「堀越のり」という名は無かったが、「のり」という名前のみの案があり、それが選ばれた。
アイドルグループ「HiP」のメンバーでもあった。
1999年に、優香、吉井怜、唐沢美帆との1ヵ月の期間限定音楽ユニットNITROで活動していた。
2002年9月30日（29日深夜）放送の「愛のエプロン 2」で「第一回 ワーストエプロン大賞」を受賞、名実ともに激マズ料理女王の座についた。
趣味がネイルで、趣味が高じてネイリスト技能検定1級を取得。2007年3月2日、東京都六本木に自身プロデュースのネイルショップをオープンしたが、11月に閉店した。
29歳の誕生日となる2011年2月2日に、14歳年上の歯科医と結婚。7月に結婚会見を行なった。
2012年頃に子宮頸がんの検診で引っかかり、治療のために休業を申し出る。しかし病気のことはホリプロに報告しなかったため、「事務所を出ちゃったら、もう帰ってくる席はないよ」と厳しい現実を突き付けられ、芸能界を引退した。
2017年5月4日放送「くりぃむナントカ」（芸能界ナンバー2選手権）に出演。現在は芸能界を引退し、歯科医院に勤務する一般人だと語った。
2019年に子宮頸がんが寛解し、芸能活動を再開した。
『100万回生きたねこ』の朗読劇に参加する予定で稽古を積んでいたが、新型コロナウイルスの流行により中止になった。

## 人物
優香の妹分として売り出されたが、「人気アイドル」扱いはあまり受けておらず、「負け犬アイドル」キャラを確立し、主にバラエティ番組を中心に活躍した。「優香の妹10年目です」など自虐ネタも当時は言っていた。またアドリブが利かない事から「台本アイドル」と言われたこともある。
デビュー当時はさほど人気が出ず、ラジオに送られてくるリスナーからのハガキが0枚で、憐れんだ男性スタッフが女性のフリをして送っていたこともあった。
趣味:ギター、漫才鑑賞、ネイル。
特技:ピアノ、ハングル、バレーボール。
朝鮮語が得意で、ハングル検定3級所持。また、ネイリスト検定1級の資格も所持。
タレントでは三津谷葉子と仲が良い。本人が記載しているオフィシャルコーナー「日記だぜっ。」に三津谷の名前がよく出てくる（その後の公式ブログにも、時々画像付きで登場している）。
優香との関係は、肩書きは「優香の妹分」としてデビューしたが、実際には妹分と言うより友達のような関係であった。暇な時はよく遊んでいたとも言っている。

## エピソード
- ホリプロの社員に「テレビ出演する際に包帯をどこかしらに巻いておけ。可哀想なキャラクターになって、男性の心を掴める」とアドバイスされたが、実際にはやらなかった[2]。
- 「くりぃむナントカ」で「仕事がない」と告白。それ以来、たびたび自称準レギュラーとして同番組に出演。次長課長の井上とは犬猿の仲として張り合っている。また同番組では、「自称・準レギュラー『ノリノリ堀越』」という悪役キャラもこなしていた[10]。
- 「雨上がり決死隊のトーク番組アメトーーク!」の企画「芸人ドラフト会議」にて空想番組「有吉弘行の『クソトーーク』」にドラフト4位で選出された[7]。

### 料理
「愛のエプロン」出演時
- 番組でのランキングは常に下位に位置していた。ワーストエプロン大賞も2度グランプリを受賞している。ゴールデンタイム版のワーストエプロン女王決定戦ではく最下位になり、ワーストエプロン女王という不名誉を受けた。
- 特にあんこう鍋を作った回では、「頭と尻尾だけ出ている鍋」というイメージから頭と尻尾を切ってそのまま放り込み、内臓は下処理をせず、生煮えというひどさで、あまりの不味さに司会の城島茂もトラウマになったという[4]。
- 番組がゴールデンに昇格して以降、スペシャル放送も含めて12回出場したが、ネームプレートがランキングボードやスタジオ内に貼られたことがない。
- 中華料理店でアルバイトをしていた経験があり、餃子だけは上手く作れる。ただ当時は料理がまったく出来ないというキャラだったため、番組の偉い人に怒られた[4]。これについて後に「食材を無駄にしていたこととか、本当に謝りたい」といったことを話している[4]。
- 2006年日本テレビ系列で制作・放映された『再会〜横田めぐみさんの願い〜』において演技力と容姿の類似により曽我ひとみ役に抜擢され、拉致被害者という難しい役どころを好演している[11]。

その後
- 『愛のエプロン』終了と前後して、2008年に公式ブログを開設してからは時々、自らの手料理について画像も入れた上で紹介している[12]。

## 出演

### バラエティ番組など
- ビーバップ!ハイヒール（朝日放送テレビ）不定期出演
- 上方演芸ホール（NHK大阪）2代目アシスタント
- 夢の扉 〜NEXT DOOR〜（TBS）不定期出演
- 感じるジャッカル （2001年 - 2002年、フジテレビ）
- 初体験天使（2003年10月13日 - 2004年10月11日、名古屋テレビ）- 司会
- おとなの学力検定スペシャル小学校教科書クイズ! 第1回・第2回（2007年10月9日・12月30日、テレビ朝日）
- 朝だ!生です旅サラダ（朝日放送テレビ）不定期出演
- くりぃむナントカ（2006 - 2007年頃、テレビ朝日）「ノリノリ堀越の準レギュラーの座は渡さない!!」で準レギュラー出演
- 生中継 ふるさと一番!（2008年4月 - 2009年3月、NHK総合）旅人・不定期出演
- アリケン（2008年8月21日・28日、2009年2月21日、テレビ東京）
- まる得マガジン（2011年5月 - 、NHK Eテレ）
- くりぃむナントカ（2017年5月4日、AbemaTV）

### テレビドラマ
- 熱血恋愛道 case.4 魚座のB型BOY（1999年1月31日、日本テレビ）- 君崎太陽 役
- ハコイリムスメ!（2003年10月7日 - 12月9日、関西テレビ）- 石山はるか 役
- 志村けんのバカ殿様 千客万来!笑って下さいスペシャル（2005年1月4日、フジテレビ）
- 銀座高級クラブママVS熱海の老舗旅館女将（2005年11月27日、テレビ東京）- 三宅啓子 役
- 銀座ぐらん堂、送別会（2006年3月18日、テレビ東京）- 商品企画部・進藤 役
- 刑事吉永誠一 涙の事件簿 第4作 いちばん大切な死体（ひと）（2006年8月6日、BSジャパン・BSミステリー9）- 藤井美和 役
- 再会〜横田めぐみさんの願い〜（2006年10月3日、日本テレビ・報道ドラマスペシャル）- 曽我ひとみ 役
- ひみつな奥さん（フジテレビ・金曜プレステージ）- 岩崎夫人 役
  - 第1弾 銀座No.1ホステスが警官の妻に! お水とバレたら夫はクビ! 主婦と銀座の女…二つの顔を持つ蝶子が悪徳事件に挑む痛快サスペンス!（2006年11月17日）
  - 第3弾 イケメンホスト殺人事件〜華麗なるホストの世界で起きた連続殺人事件の謎を元銀座No.1人気ホステスが暴く（2008年5月30日）
- 探偵 左文字進 第11作 完璧な犯罪（2007年11月5日、TBS・月曜ゴールデン）- アシスタント 上条ケイ子 役
- ロト6で3億2千万円当てた男 第2話 セレブ女とNo.1ホステスの罠（2008年7月11日、朝日放送・テレビ朝日）- ホステス ユキ 役
- 銀座高級クラブママ青山みゆき 第3作 赤いバラの殺人予告（2008年7月23日、テレビ東京・水曜ミステリー9）- ホステス 麗子 役
- 刑事吉永誠一 涙の事件簿 第8作 虹が消えた交差点（2011年10月12日、テレビ東京・水曜ミステリー9）- 秘書 安田郁代 役

### ラジオ
- HiP!HOP!PARADISE! （文化放送） - HiPのメンバーとして出演
- 有限会社桃太郎商店（2000年4月〜2001年3月24日、TBSラジオ） - アシスタントとして出演[13]
- さくらのブロラジ（2007年7月24日、ラジオ関西）[14]

### 映画
- 純喫茶磯辺 （2008年7月5日公開、ムービーアイ）監督:吉田恵輔 - 裕次郎行きつけのキャバクラの嬢 役 [15]
- 特命女子アナ 並野容子（2009年9月18日公開、TMC）監督:田尻裕司 - 主演・並野容子 役 ※2009年10月7日にDVDが発売 [16]
- JUDGEMENT（2012年11月10日公開、REIZ INTERNATIONAL）監督:辻岡正人 [17]

### オリジナルビデオ
- 囁く怨霊（2001年1月12日、アートポート）監督:渋谷和行 [18]

### アニメ
- FIRESTORM（2003年4月6日 - 9月28日、テレビ東京）- ジュリア 役 ※テレビアニメ
- ぼくの孫悟空（2003年7月12日、松竹）監督:杉野昭夫 吉村文宏 - 水蘭 役 ※アニメ映画 [19]

### ゲーム
- ビューティフル塊魂（2007年10月18日、バンダイナムコゲームス Xbox 360用のコンピュータゲーム）収録曲「ぐるぐるグラビティ」歌唱
  - サウンドトラック「塊ステキ魂」（2007年11月21日、コロムビアミュージックエンタテインメント COCX-34602） ※「ぐるぐるグラビティ / 堀越のり」を収録

### 広告
- LION ハッピーわんディアロマで消臭ペットシート(2012年)

### 舞台
- 帰れない二人（2006年6月7日 - 11日）
- ミュージカル不思議の国のアリスのマッチ売り（2008年11月15日 - 16日、国立オリンピック記念青少年総合センター／12月9日、はまホール／12月11日、アステールプラザ中ホール）
- 翔びなさい!アヒル（2010年5月7日 - 9日、萬劇場）
- 闘争×ホルモン　TackleBagタックルバッグ（2010年9月11日 - 19日、俳優座劇場）
- 絢爛とか爛漫とか（2010年10月12日 - 17日、新宿シアターモリエール）
- ロミオとジュリエットのハムレット（2012年5月8日 - 13日、銀座博品館劇場）
- コーサ・ノストラの掟（2012年11月1日 - 4日、CBGKシブゲキ!!）

### 過去のレギュラー出演
- くりぃむナントカ（テレビ朝日）※放送終了
- 愛のエプロン（テレビ朝日）※放送終了
- 感じるジャッカル（2001年10月 - 2002年9月、フジテレビ）
- あつまれ!わんパーク ぐっとくるサンデー（2004年4月 - 2005年3月、NHK教育）
- 趣味悠々～シーン別デジタルカメラ撮影術入門～（2008年9月 - 12月、NHK教育）
- 崖っぷち〜アラビアンサイトFEVER〜（2009年10月6日 - 2010年3月23日、TBS）
- 堀越のりの気ままなエンジェル（ニッポン放送）※放送終了
- オレたちやってま～す月曜日（2000年7月 - 9月、毎日放送）

## 作品
NITROとしての作品は同項目も参照。

### イメージビデオ
- Puff（1999年8月4日、ポニーキャニオン）
  - 「ファイブスター 堀越のり puff」として、2005年3月16日にDVD版を再発売。
- Coconut Girl（2000年3月20日、ラインコミュニケーションズ）
- Sweet Puzzle（2002年2月20日、ポニーキャニオン）
- ホリプロベストセレクション Vol.2（2002年3月20日、ポニーキャニオン）他の出演：酒井彩名、平山綾、藤本綾、西端さおり ほか
- アイドルcue take3（?、日活 LCUF-0011）DVD

### その他映像作品
- 日本昔ばなし～フェアリー・ストーリーズ～第6巻（2005年10月19日、コロムビアミュージックエンタテインメント）- ホリプロ45周年を記念して企画された、所属タレント朗読によるシリーズ、第9話「空からおりてきたごちそう」の朗読を担当。

## 書籍

### 写真集
- cotton（1999年9月4日、英知出版）ISBN 4754212355 撮影：井ノ元浩二
- HORIPRO 40th ANNIVERSARY BREAK!（1999年12月3日、メディアファクトリー）ISBN 9784889919448 撮影：長薗安浩 全18名
- NORI（2000年4月10日 TIS）ISBN 4886182313 撮影：野村誠一
- GRENADE（2002年2月1日、KSS）ISBN 4877095659 撮影：奥山栄一

### 雑誌
- PHOTO SHOT Vol.35（1999年2月25日、英知出版）
- LUCKY Crepu 1999年7月号（バウハウス）- 表紙
- i Cupid アイキューピッド 創刊号 1999年9月号（ディジット）
- Bejean 1999年9月号（英知出版）
- GENICA スペシャルプロモーション版 大森玲子＆堀越のり（1999年9月17日、東京ニュース通信社）
- LUCKY CREPU DELUXE NO.6（1999年9月30日、バウハウス）
- まぁるまん 1999年11月号（ぶんか社）
- PHOTO SHOT DX VOL.2（2000年1月15日、英知出版）
- Dream goes on！（2002年4月26日、勁文社）